# Daniel Brosinski
Daniel Brosinski (ur. 17 lipca 1988 w Karlsruhe) – niemiecki piłkarz grający na pozycji pomocnika w 1. FSV Mainz 05.

## Kariera
Brosinski karierę zaczynał w Karlsruher SC. W 2008 roku został zawodnikiem 1. FC Köln. W Bundeslidze zadebiutował w meczu z Bayernem 21 lutego 2009 roku. W 34. minucie strzelił gola, który zapewnił zwycięstwo jego drużynie. Ze względu na polskobrzmiące nazwisko piłkarzem zainteresował się PZPN, jednak okazało się, że zawodnik nie ma nic wspólnego z Polską. 9 stycznia 2011 r. przeszedł na zasadzie wolnego transferu do SV Wehen Wiesbaden. Następnie grał w MSV Duisburg i SpVgg Greuther Fürth. W 2014 roku przeszedł do FSV Mainz 05.
Występował również w reprezentacji Niemiec U-20.